# Smart Araneta Coliseum
Het Smart Araneta Coliseum, ook wel The Big Dome, is een overdekte multifunctionele arena in de Filipijnen. Het Coliseum in Cubao, Quezon City is het grootste indoorstadion van de Filipijnen en een van de grootste van Azië en wordt met name gebruikt voor basketbalwedstrijden en concerten. In het verleden was dit stadion de locatie van de Trilla in Manila (1975), het Wereldkampioenschap basketbal 1978 en het Wereldkampioenschap 9-ball 2007.
De belangrijkste reguliere gebruikers van de arena zijn de basketbalcompetities PBA, UAAP. Ook vinden hier elk jaar de finalewedstrijden van de NCAA plaats